# Vékonycsőrű vészmadár
A vékonycsőrű vészmadár vagy rövidfarkú vészmadár (Ardenna tenuirostris) a madarak (Aves) osztályának a viharmadár-alakúak (Procellariiformes) rendjébe, ezen belül a viharmadárfélék (Procellariidae) családjába tartozó faj.

## Rendszertani besorolása
Ezt a madarat korábban a Puffinus nevű madárnembe sorolták, azonban az újabb mitokondriális DNS-vizsgálatok következtében a kutatók a vékonycsőrű vészmadarat és még 6 másik fajt áthelyezték egy újrahasznosított taxonba, az Ardennába.

## Előfordulása
Tasmaniában és Ausztrália délkeleti részén költ, az év többi részén a Csendes-óceán nyílt vizein tölti.

## Megjelenése
A fajra a 41-43 centiméteres átlagos testhossz a jellemző. Testtömege 600-1000 gramm között változik. Vékony csőr és rövid farok jellemzi.
|  |

## Életmódja
Halakra, rákokra és fejlábúakre vadászik. A vándorlása során, a nyílt óceán felett egy 16 000 kilométeres 8-as alakú pályát ír le.

## Szaporodása
Földbe ásott göbörbe rakja 1 tojását, költési idő 45-55 nap. Telepesen fészkel, kolóniája elérheti az 1 000 000 főt is.  A helybeliek nagy számba gyűjtik be a fiókákat, de nagy számuk miatt ez nem befolyásolja a populációját.